# 軽業講釈
『軽業講釈』（かるわざこうしゃく）は上方落語の演目。道中噺『伊勢参宮神乃賑』の一編である。
伊勢参りの道中で立ち寄った軽業の小屋の隣で講釈の口演がおこなわれており、講釈師と軽業師の間で諍いが起きるという内容。『軽業』の続編的な話。軽業小屋の件は『軽業』とほぼ同じ内容のものが演じられる。講釈師の語る『難波戦記』は『くしゃみ講釈』などで語られるものと同じく、四天王の面々に誤りが含まれている。
落ち（サゲ）は「講師」と「好事」の地口である。

## あらすじ
喜六と清八のコンビが、伊勢参りの帰り道にある村へ立ち寄った。妙に賑やかなので村人を捕まえて訊ねてみると、どうやら氏神様のお祭りらしかった。様々な見世物小屋が立ち並ぶ中、二人が入ったのは軽業興行の高物小屋。その隣には講釈小屋が立っている。やがて、講釈小屋の舞台に講釈師が上がってきて『難波戦記』を話し始めるが、数分も経たないうちに隣の軽業小屋からお囃子が大音響で聞こえてきて講釈師の声がかき消されてしまった。
あわてて飛んできた軽業小屋の若い衆に、少し音量を下げるよう頼んでまた講釈読みを再開するも、また数分でお囃子の音にかき消されてしまう。軽業小屋では、乗りに乗ったお囃子に合わせて太夫が登場し、様々な軽業曲芸を披露。熱気は最高潮に達していた。
講釈師は話を妨害されることに苛立ち「軽業! 」という言葉を連発する。それを不思議に思った軽業小屋の若い衆が、さっき講釈小屋に呼ばれて行った仲間を捕まえて話を聞く。「あっちが白扇一本? こっちは命懸けの商売やっとるんじゃ! 」頭にきた若い衆は、講釈小屋に乗り込んでいくと「貝杓子、オタマジャクシ!」と暴言を連発。ついに堪忍袋の緒が切れた講釈師が刀を抜いて襲いかかってきたため、小屋中を逃げ回った挙句這う這うの体で逃げ出した。講釈師の先生、門のところで立ち止まるとなぜか舞台の上に戻ってくる。
「さっきの若い衆、足が速かったですなー」お客の言葉に、講釈師は「悪事千里を走ると申しますからな」。じゃあ、なぜ先生は外まで追いかけて行かなかったかと聞かれ、こう答えた。
「好事門を出ず」